# Divine Light Zentrum
Das Divine Light Zentrum (englisch für „göttliches Licht-Zentrum“) ist ein religiöses Zentrum in Winterthur, das 1967 vom indischen Swami Omkarananda gegründet wurde. Die Mitglieder kommen aus verschiedenen Glaubensrichtungen. Die Anhänger erlangten 1975 durch einen Anschlag auf das Haus des Zürcher SVP-Regierungsrats Jakob Stucki Bekanntheit.

## Geschichte
1967 wurde der gleichnamige Verein in Winterthur gegründet. Eine vermögende Frau bat zuvor den indischen Mönch Omkarananda Saraswati nach Winterthur und stellte ihm ihre Villa zur Verfügung, worin Omkarananda dann das Divine Light Zentrum gründete. In der Folgezeit hat das DLZ immer weitere Gebäude erworben und diese jeweils hellblau gestrichen. Die spirituelle Gemeinschaft, aufgrund der Hausfarbe auch schlichtweg die «Blauen» genannt, ernährte sich vegetarisch und verzichtete auf den Konsum von Tabak, Alkohol oder andere  Drogen. Sie widmete ihre Zeit zum Beispiel der Meditation, die aus dem wiederholten Rezitieren von Veden und Mantren bestand. Als das Verhalten der Anhänger des DLZ sowie der Ankauf von immer neuen Villen in der Nachbarschaft langsam auf Widerstand stiess, benutzte Omkaranda einfach Strohleute, um weitere Liegenschaften zu kaufen, sodass das DLZ schlussendlich sechs beieinander liegende Häuser an der Anton-Graff-Strasse umfasste. Derweil fragten sich die Anwohner, woher die Glaubensgemeinschaft das viele Geld her hat. Seit 1974 existiert in den Räumlichkeiten der DLZ in Winterthur ein vedischer Tempel.
Durch die Erwerbungen wurde auch die Politik und Justiz auf den Plan gerufen, und eine rund 80 Mitglieder umfassende Interessensgemeinschaft warf der Glaubensgemeinschaft 1972 den Kauf von über einem Dutzend Liegenschaften vor und beschuldigte die Gläubigen des Telefonterrors in der Nachbarschaft; diese wiederum bezeichneten ihre Kritiker als «senil» oder «frustriert». Stadtpräsident Urs Widmer bezeichnete das DLZ in einem Interview als «Fremdkörper in unserer Stadt» und SVP-Regierungsrat Jakob Stucki liess die Polizei verstärkt gegen das Divine Light Zentrum und Omkarananda ermitteln. Auch der Winterthurer Gemeinderat befasste sich ausgiebig mit der Glaubensgemeinschaft und stimmte am 15. Januar 1973 dem Kauf eines Hauses an der Anton Graff-Strasse 73 zu, um dadurch der Glaubensgemeinschaft zuvorzukommen. Eine Motion der BGB forderte zudem die Schaffung einer reinen Wohnzone am Brühlberg, um eine weitere Ausbreitung des Divine Light Zentrums zu verhindern. Nur die Jugendpartei Junge Löwen lehnte die dadurch folgende, weitere Zuspitzung des Konflikts ab.

Die Anton-Graff-Strasse im Jahr 1975 mit den hellblau angestrichenen Häusern des DLZ

Die Situation eskalierte zunehmend und die Anhänger des DLZ wehrten sich mit 102 Ehrverletzungsklagen, 52 Zivilprozessen, 26 Strafanzeigen sowie vier Privatstrafklagen und legten über 60 Rekurse ein. Weiter zur Eskalation trug auch ein Ereignis am 29. Juni 1973 bei, als eine 29-jährige Anhängerin in das Haus einer Anwohnerin gelockt wurde, wo ihre Mutter diese aus der «Sekte» befreien wollte. Die Nachbarin rief die Polizei und gab an, dass das Mädchen unter Drogen stehe. Dieser sich später als Lüge entpuppte Vorwurf führte beim Auffahren der Polizei zu einem Handgemenge mit Anhängern des DLZ, und mehrere Mitglieder wurden verhaftet. Diese fühlten sich ungerecht behandelt und antworteten mit noch mehr Anzeigen auf den vermeintlichen Justizskandal. 1974 führte die Flut von Klagen dazu, dass bei einem Prozess am Bezirksgericht Winterthur beide Kammern in den Ausstand treten wollten. Auch die dadurch drohende Ausweisung ihres Gurus führte zu einer weiteren Radikalisierung der Glaubensgemeinschaft und dem Einsatz vergifteter Pralinen und zu Säureangriffen auf ihre Gegner. Aus Indien wurde ein Schwarzmagier nach Winterthur geholt, der mit Hilfe schwarzer Magie die Gegner des DLZ zum Schweigen bringen sollte – dies jedoch wie vieles andere ohne Wissen der meisten DLZ-Mitglieder. Als dann Omkarananda endgültig ausgewiesen werden sollte, spitzte sich die Situation mit einem Anschlag auf das Haus des Regierungsrats Jakob Stucki in Seuzach und einem weiteren gescheiterten Anschlag auf einen Winterthurer Rechtsanwalt am 8. Oktober 1975 noch weiter zu. Von den acht platzierten Bomben ist eine explodiert.
Am 10. Juli 1976 wurden schliesslich Omkarananda und ein paar seiner Anhänger verhaftet. Bei den Hausdurchsuchungen wurden im Keller des Tempels eine Schiessanlage gefunden sowie etliche Waffen, darunter auch Maschinengewehre. Ein wichtiges Beweismittel waren auch Tonbandaufnahmen, die von den Anhängern des DLZ von fast allen Ritualen hergestellt worden waren. Omkarananda selbst wurde mit Urteil vom 22. Mai 1979 vom Bundesgericht für das Bombenattentat verantwortlich gemacht und zu 14 Jahren Haft verurteilt und 1985 für 15 Jahre des Landes verwiesen. Weitere DLZ-Mitglieder wurden zu mehrjährigen Haftstrafen verurteilt. Omkaranda gründete neben dem DLZ weitere Religionsgemeinschaften, z. Bsp. 1982 in Rishikesh, Indien, sowie 1986 in Langen bei Bregenz in Österreich.
Auch nach der Verhaftung des Gurus blieb das DLZ aktiv; um 1980 lebten noch rund 50 Personen im Divine Light Zentrum. Sie kämpften nach der Verurteilung ihres Gurus für dessen Rehabilitierung und waren von der Unrechtmässigkeit der Verurteilung überzeugt. Die dabei vom DLZ vertretene Ansicht eines Behördenkomplotts wurde Ende der 1990er-Jahre durch eine von zugespielten Akten ermöglichte Reportage eines Tages-Anzeiger-Journalisten unterstützt, der unter anderem auf eine vorgebliche Anhängerin des DLZ aufmerksam machte, die bei den Hausdurchsuchungen nicht verhaftet wurde und dann auch mittels Fahndung nicht mehr auffindbar war. Das DLZ vertrat dabei die Ansicht, dass diese wohl eine eingeschleuste Agentin der Polizei gewesen sei. Daraufhin beauftragte der Bundesrat Arnold Koller eine Administrativuntersuchung beim Altbundesgerichtspräsidenten Jean-François Egli. Der Schlussbericht dieser Untersuchung stellte Unregelmässigkeiten fest, da die Angeklagten vor Gericht nicht über verdeckte Ermittlungen informiert worden waren und dadurch in ihren Verteidigungsrechten beschnitten wurden. Die Hauptvorwürfe konnte der Bericht aber nicht bestätigen.
Am 4. Januar 2000 verstarb das geistliche Oberhaupt des DLZ in Langen bei Bregenz überraschend an einer Grippe. 2001 wurde in Winterthur eine Stiftung zum Erhalt des vedischen Tempels gegründet. Es existiert auch ein Verlag mit Druckerei, die Genossenschaft DLZ-Service, um die eigenen Schriften wie das seit 1966 zweimonatlich erscheinende Magazin «Divine Light» oder die monatlichen «Gedanken zum Tag» mit Texten von Omkarananda und diverse Bücher zu verbreiten.

## Heutige Situation
Die Gemeinschaft umfasst heute noch 20 bis 30 Personen, deren Umfeld noch im Besitz von 19 Liegenschaften sind, viele auch ausserhalb Winterthurs. Die Häuser sind jedoch längst nicht mehr alle hellblau gestrichen. Die Mitglieder betreiben weiterhin Meditationen, hören die Predigten ihres geistigen Lehrers auf Tonbändern und betreiben in der 50'000 Titel umfassenden Bibliothek auch Forschungsarbeit, deren Resultate sie jedoch nicht publizieren, sondern nur zum Zweck eigenen Erkenntnisgewinns und der «Synthese zwischen Religion und Wissenschaft». Auch finden regelmässig öffentliche Vorträge statt. Sonntags findet im DLZ-eigenen «Bergpredigt-Zentrum» Zell jeweils eine Feuerzerenomie statt. Die Mitglieder des DLZ kommen dabei aus verschiedenen Richtungen des Buddhismus sowie auch aus dem Christentum.